# 諾約營 (加利福尼亞州)
諾約營（英語：Camp Noyo）是位於美國加利福尼亞州門多西諾縣的一個非建制地區。該地的面積和人口皆未知。

## 地理
諾約營的座標為39°25′27″N 123°36′34″W / 39.42417°N 123.60944°W，而該地的平均海拔高度為33米（即108英尺）。